# Casi (canción)
"Casi" es una canción de la cantautora de pop latino colombo-estadounidense Soraya . La canción fue lanzada como el sencillo principal de su cuarto álbum de estudio Soraya (2003). La canción fue el primer sencillo comercial de Soraya después de que le diagnosticaran cáncer de mama en 2000.   Tras el anuncio, Soraya se tomó un paréntesis entre 2000 y 2003 para recuperarse de su enfermedad.  La canción fue escrita, producida y grabada por Soraya. Se lanzó una versión en inglés llamada "Almost" en la edición inglesa/internacional del álbum.

## Listado de canciones
| CD Single |          |          |  |
| N.º       | Título   | Duración |  |
| 1.        | «Casi»   | 4:06     |  |
| 2.        | «Almost» | 4:06     |  |

## Posicionamiento en listas
| Lista (2003)                       | Mejor posición |
| ---------------------------------- | -------------- |
| Estados Unidos (Hot Latin Songs)   | 1              |
| Estados Unidos (Latin Pop Airplay) | 2              |

## Sucesiones en las listas[6]
| Predecesor: Fotografía de Juanes y Nelly Furtado | U.S. Billboard Hot Latin Tracks — Sencillo N°. 1 2 de agosto de 2003 - 8 de agosto de 2003 | Sucesor: Jaleo de Ricky Martin |